# Australian of the Year
Australian of the Year est un prix décerné chaque année en Australie depuis 1960 pour récompenser les citoyens qui ont atteint l'excellence dans leur domaine, apporté « une contribution significative à la communauté et à la nation australiennes » ou sont un modèle dans la communauté australienne. 
Le prix du jeune Australien de l'année (Young Australian of the Year) est décerné depuis 1979, celui du senior Australien (Senior Australian of the Year) a été introduit en 1999 et le prix du héros local (Local Hero) en 2003. 
Les gagnants sont déterminés par l'Australia Day Council et leur nom est annoncé le 25 janvier, veille de l'Australia Day, puis le lauréats sont présentés le 26 janvier. Le Premier ministre remet un trophée mais il n'y a aucun prix monétaire associé.

## Lauréats

### Australian of the Year
| Année                | Lauréat                                | Commentaires |
| -------------------- | -------------------------------------- | --- |
| 1960                 | Sir Frank Macfarlane Burnet            | Virologue, prix Nobel de physiologie ou médecine 1960 |
| 1961                 | Dame Joan Sutherland                   | Chanteuse d'opéra |
| 1962                 | Jock Sturrock                          | Skipper |
| 1963                 | Sir John Carew Eccles                  | Neurophysiologue, prix Nobel de physiologie ou médecine 1963 |
| 1964                 | Dawn Fraser                            | nageuse, médaille d'or aux Jeux olympiques de 1956, 1960 et 1964 |
| 1965                 | Sir Robert Helpmann                    | Acteur, danseur de ballet, metteur en scène |
| 1966                 | Sir Jack Brabham                       | Pilote de course, champion du monde de Formule 1 en 1959, 1960 et 1966 |
| 1967                 | The Seekers                            | Groupe de musique |
| 1968                 | Lionel Rose                            | Boxeur, premier aborigène à remporter le titre mondial de boxe (1968) |
| 1969                 | Richard Casey, Baron Casey             | Politicien, diplomate, gouverneur général d'Australie (1965–1969) |
| 1970                 | Sir Norman Gilroy                      | Clerc, premier cardinal de l'Église catholique romaine né en Australie |
| 1971                 | Evonne Goolagong                       | Joueuse de tennis |
| 1972                 | Shane Gould                            | Nageuse, a remporté trois médailles d'or, une d'argent et une de bronze aux Jeux olympiques d'été de 1972                                                                          |
| 1973                 | Patrick White                          | Auteur, prix Nobel de littérature 1973 |
| 1974                 | Sir Bernard Heinze                     | Musicien, chef d'orchestre et professeur de musique |
| 1975 (deux lauréats) | Sir John Cornforth Alan Stretton       | Scientifique, Prix Nobel de chimie 1975 Général de l'armée australienne, gestion des opérations de nettoyage du cyclone Tracy                                                      |
| 1976                 | Sir Edward Dunlop                      | Chirurgien militaire pendant la Seconde Guerre mondiale, prisonnier de guerre |
| 1977 (deux lauréats) | Dame Raigh Roe Sir Murray Tyrrell      | Présidente de la Country Women's Association Secrétaire officiel de six gouverneurs généraux australiens                                                                           |
| 1978 (deux lauréats) | Alan Bond Galarrwuy Yunupingu          | Homme d'affaires Militant pour les droits fonciers des aborigènes |
| 1979 (deux lauréats) | Neville Bonner Harry Butler            | Premier aborigène élu au Parlement d'Australie Naturaliste |
| 1980                 | Manning Clark                          | Historien |
| 1981                 | Sir John Crawford                      | Économiste |
| 1982                 | Sir Edward Williams (en)               | Juge de la cour suprême du Queensland (en), président des Jeux du Commonwealth de 1982                                                                                             |
| 1983                 | Robert de Castella                     | Marathonien |
| 1984                 | Lowitja O'Donoghue                     | Aborigène, agent de santé, présidente-fondatrice de la Commission des aborigènes et des insulaires du détroit de Torres (1990–1996)                                                |
| 1985                 | Paul Hogan                             | Acteur |
| 1986                 | Dick Smith                             | Entrepreneur |
| 1987                 | John Farnham                           | Chanteur |
| 1988                 | Kay Cottee                             | Première femme à naviguer autour du monde d'une seule main et sans escale (1988)                                                                                                   |
| 1989                 | Allan Border                           | Capitaine de l'équipe d'Australie de cricket |
| 1990                 | Fred Hollows                           | Ophtalmologue, fondateur de la Fondation Fred Hollows |
| 1991                 | Peter Hollingworth                     | Évêque, gouverneur général d'Australie (2001–2003) |
| 1992                 | Mandawuy Yunupingu                     | Chanteur de Yothu Yindi |
| 1993                 | Aucun prix décerné                     | |
| 1994                 | Ian Kiernan                            | Environnementaliste, fondateur de Clean Up Australia et Clean Up the World |
| 1995                 | Arthur Boyd                            | Peintre |
| 1996                 | John Yu                                | Pédiatre |
| 1997                 | Peter Doherty                          | Vétérinaire, immunologue, prix Nobel 1996 de physiologie ou médecine |
| 1998                 | Cathy Freeman                          | Athlète (également Jeune Australien de l'année 1990) |
| 1999                 | Mark Taylor                            | Capitaine de l'équipe nationale australienne de cricket |
| 2000                 | Sir Gustav Nossal                      | Immunologue |
| 2001                 | Sir Peter Cosgrove                     | Général, commandant de la Force internationale pour le Timor oriental |
| 2002                 | Patrick Rafter                         | Joueur de tennis |
| 2003                 | Fiona Stanley                          | Épidémiologiste |
| 2004                 | Steve Waugh                            | Capitaine de l'équipe nationale australienne de cricket |
| 2005                 | Fiona Wood                             | Chirurgien plasticien, elle a travaillé sur les victimes des attentats de Bali du 12 octobre 2002                                                                                  |
| 2006                 | Ian H. Frazer                          | Immunologue |
| 2007                 | Tim Flannery                           | Scientifique, militant contre le réchauffement climatique |
| 2008                 | Lee Kernaghan                          | Chanteur |
| 2009                 | Mick Dodson                            | Militant pour les droits des aborigènes |
| 2010                 | Patrick McGorry                        | Psychiatre |
| 2011                 | Simon McKeon                           | Philanthrope, homme d'affaires |
| 2012                 | Geoffrey Rush                          | Acteur |
| 2013                 | Ita Buttrose                           | Journaliste, fondatrice du magazine féminin Cleo |
| 2014                 | Adam Goodes                            | Joueur Aborigène de l'AFL et militant antiraciste |
| 2015                 | Rosie Batty                            | Militante contre la violence dans la famille |
| 2016                 | David Morrison                         | Chef de l'Australian Army, mérites pour l'égalité, la diversité et l'inclusion |
| 2017                 | Alan Mackay-Sim                        | Ingénieur biomédical |
| 2018                 | Michelle Yvonne Simmons                | Michelle Yvonne Simmons Professeur de physique quantique |
| 2019 (deux lauréats) | Craig Challen (en) Richard Harris (en) | Spéléologues-plongeurs lors des opérations de secours de la grotte de Tham Luang                                                                                                   |
| 2020                 | James Muecke                           | Ophtalmologiste |
| 2021                 | Grace Tame                             | Militante, avocate des victimes d'agression sexuelle |
| 2022                 | Dylan Alcott                           | Athlète paralympique, défense des personnes en situation de handicap |
| 2023                 | Taryn Brumfitt (en)                    | Militante de l'image corporelle positive (body positivity) et fondatrice du Mouvement d'image corporelle                                                                           |
| 2024                 | Georgina Long                          | Chercheurs sur les mélanomes |
| 2024                 | Richard Scolyer (en)                   | Chercheurs sur les mélanomes |
| 2025                 | Neale Daniher (en)                     | Ancien footballeur et entraîneur australien, cofondateur d'une association caritative, défenseur de la recherche sur les maladies du motoneurone (sclérose latérale amyotrophique) |

### Young Australian of the Year(Jeune Australien de l'année)
- 1979 : Julie Sochacki
- 1980 : Peter Hill
- 1981 : Paul Radley
- 1982 : Mark Ella
- 1983 : Michael Waldock
- 1984 : Jon Sieben
- 1985 : Deahnne McIntyre
- 1986 : Simone Young
- 1987 : Marty Gauvin
- 1988 : Duncan Armstrong
- 1989 : Brenden Borellini
- 1990 : Cathy Freeman
- 1991 : Simon Fairweather
- 1992 : Kieren Perkins
- 1993 : non attribué
- 1994 : Anna Bown
- 1995 : Poppy King
- 1996 : Rebecca Chambers
- 1997 : Nova Peris-Kneebon
- 1998 : Tan Le
- 1999 : Bryan Gaensler
- 2000 : Ian Thorpe
- 2001 : James Fitzpatrick
- 2002 : Scott Hocknull
- 2003 : Lleyton Hewitt
- 2004 : Hugh Evans
- 2005 : Khoa Do
- 2006 : Trisha Broadbridge
- 2007 : Tania Major
- 2008 : Casey Stoner
- 2009 : Jonty Bush
- 2010 : Mark Donaldson (en)
- 2011 : Jessica Watson
- 2012 : Marita Cheng
- 2013 : Akram Azimi
- 2014 : Jacqueline Freney
- 2015 : Drisana Levitzke-Gray
- 2016 : Nic Marchesi et Lucas Patchett
- 2017 : Paul Vasileff
- 2018 : Samantha Kerr
- 2019 : Danzal Baker
- 2020 : Ash Barty
- 2021 : Isobel Marshall
- 2022 : Daniel Nour[5]
- 2023 : Awer Mabil[6]
- 2024 : Emma McKeon[7]
- 2025 : Katrina Wruck[8]

## Profils statistiques (Australian of the Year)

### Prix par catégorie
| Domaine                        | 1960–69 | 1970–79 | 1980–89 | 1990–99 | 2000–09 | 2010–19 | 2020-29 | Total |
| ------------------------------ | ------- | ------- | ------- | ------- | ------- | ------- | ------- | ----- |
| Sciences (non médicales)       | 1       | 2       | 0       | 0       | 2       | 1       | 1       | 7     |
| Arts                           | 3       | 2       | 2       | 1       | 1       | 1       | 0       | 10    |
| Science médicale               | 1       | 0       | 0       | 3       | 3       | 2       | 1       | 10    |
| Affaires autochtones           | 0       | 2       | 1       | 1       | 1       | 0       | 0       | 5     |
| Religion                       | 0       | 1       | 0       | 1       | 0       | 0       | 0       | 2     |
| Service public                 | 0       | 1       | 0       | 1       | 0       | 4       | 1       | 7     |
| Politique / Fonction publique  | 1       | 1       | 1       | 0       | 0       | 0       | 0       | 3     |
| Sport                          | 4       | 2       | 3       | 2       | 2       | 1       | 0       | 14    |
| Universitaire non scientifique | 0       | 0       | 2       | 0       | 0       | 0       | 0       | 2     |
| Militaire                      | 0       | 2       | 0       | 0       | 1       | 0       | 0       | 3     |
| Entreprise                     | 0       | 1       | 1       | 0       | 0       | 2       | 0       | 4     |

### Prix par sexe
|        | 1960–69 | 1970–79 | 1980–89 | 1990–99 | 2000–09 | 2010–19 | 2020-29 | Total |
| ------ | ------- | ------- | ------- | ------- | ------- | ------- | ------- | ----- |
| Femmes | 2       | 3       | 2       | 1       | 2       | 3       | 2       | 15    |
| Hommes | 7       | 11      | 8       | 8       | 8       | 8       | 1       | 50    |

## Lauréats (sélection)

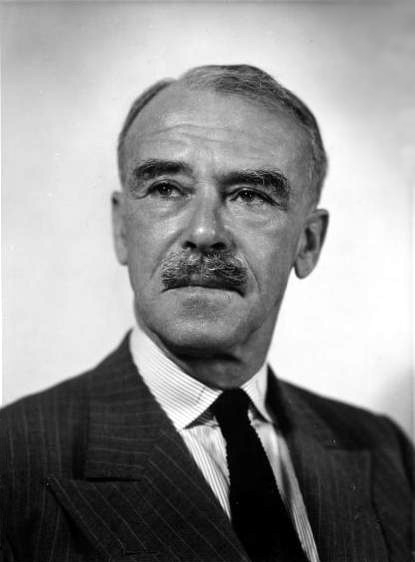
Richard Casey
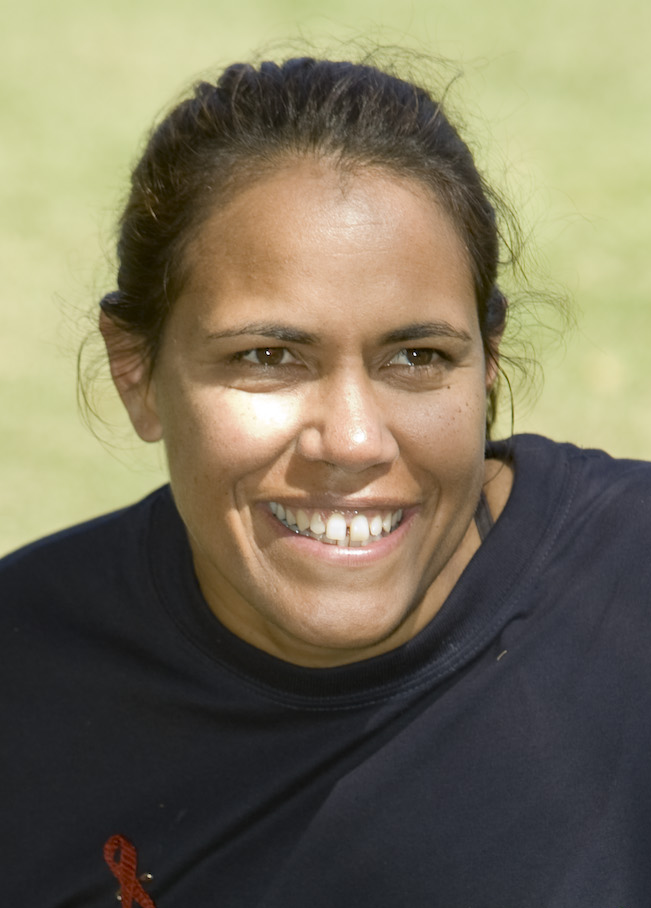
Cathy Freeman
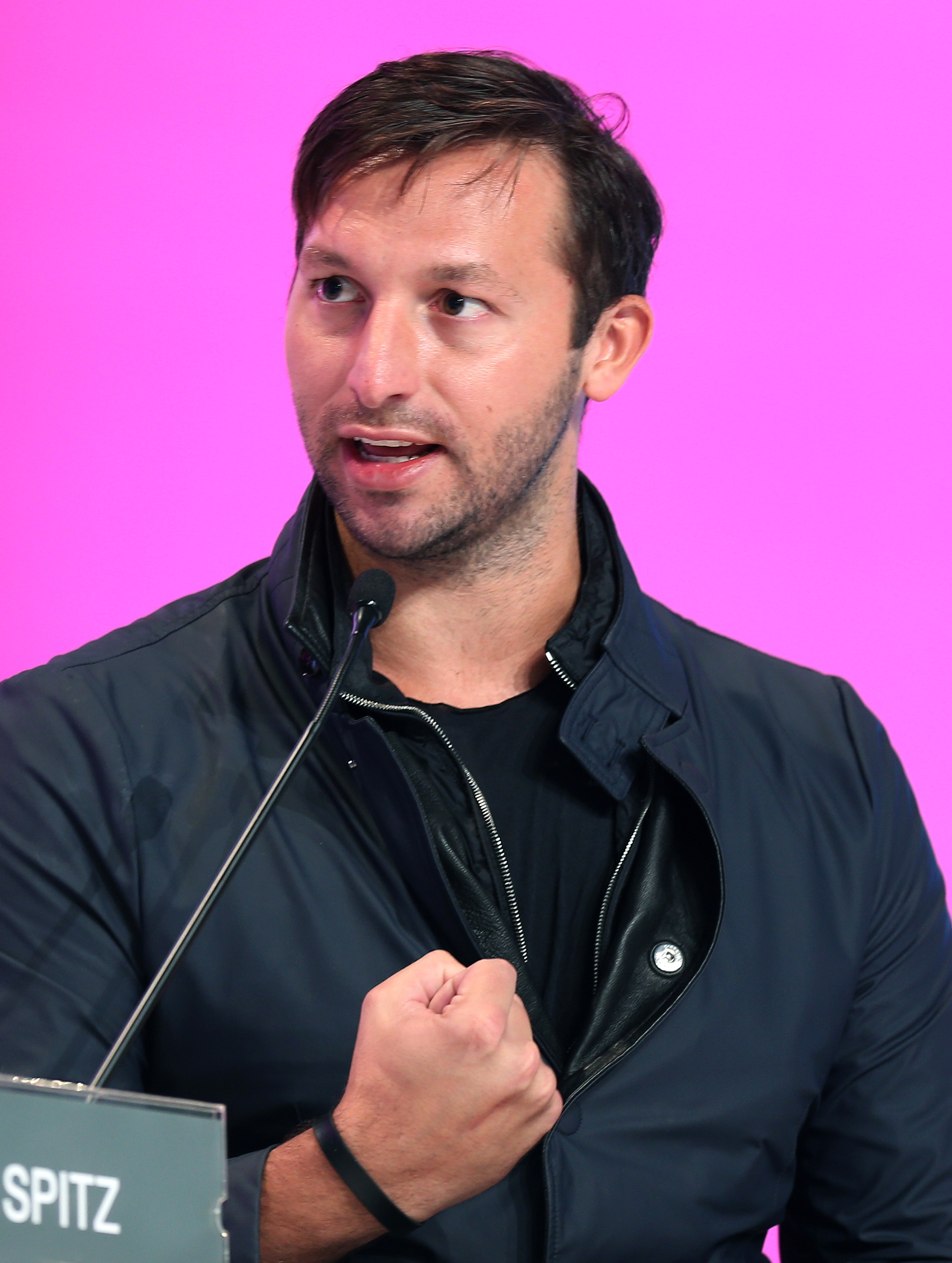
Ian Thorpe
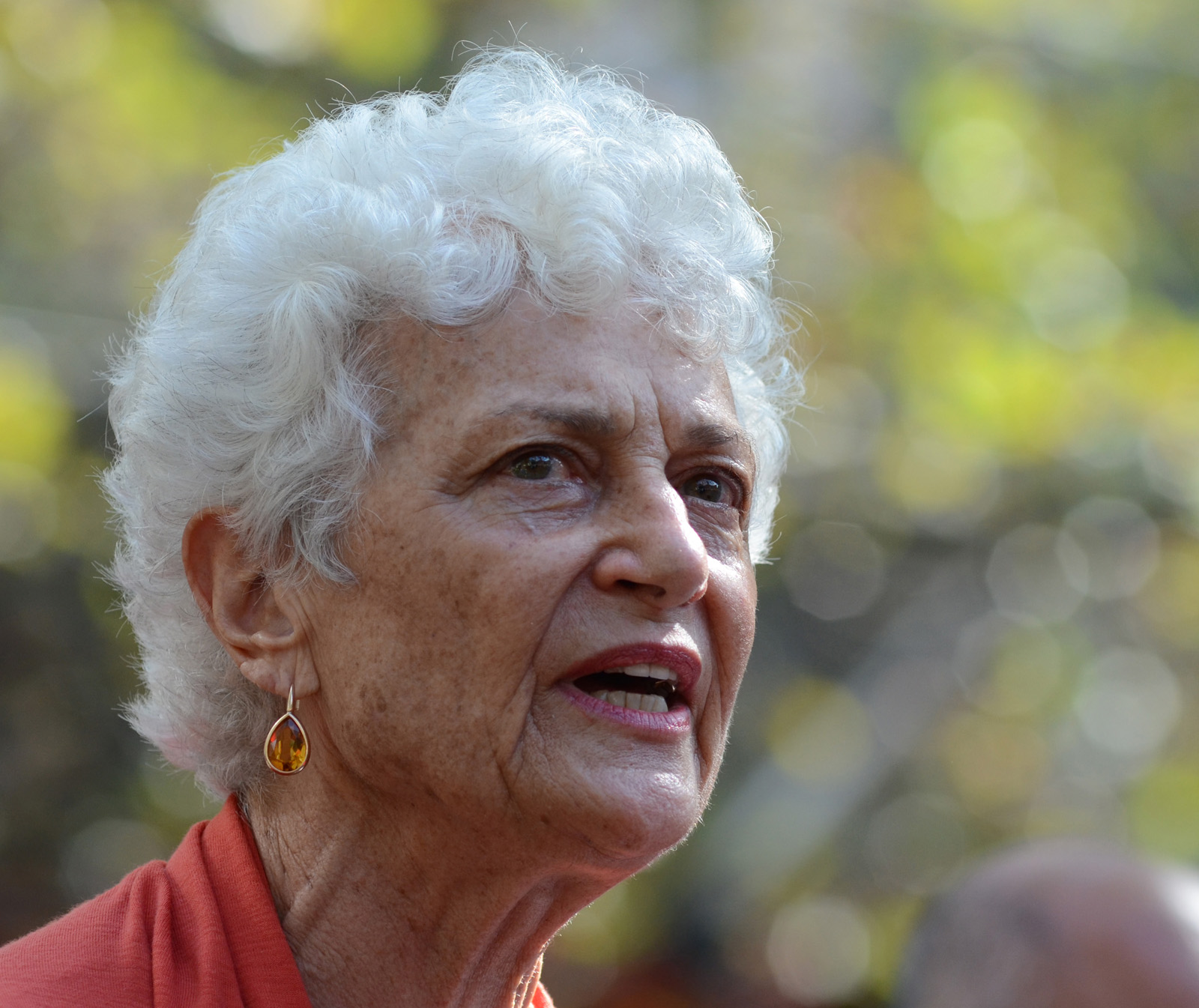
Fiona Stanley
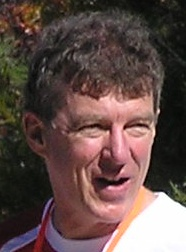
Ian H. Frazer
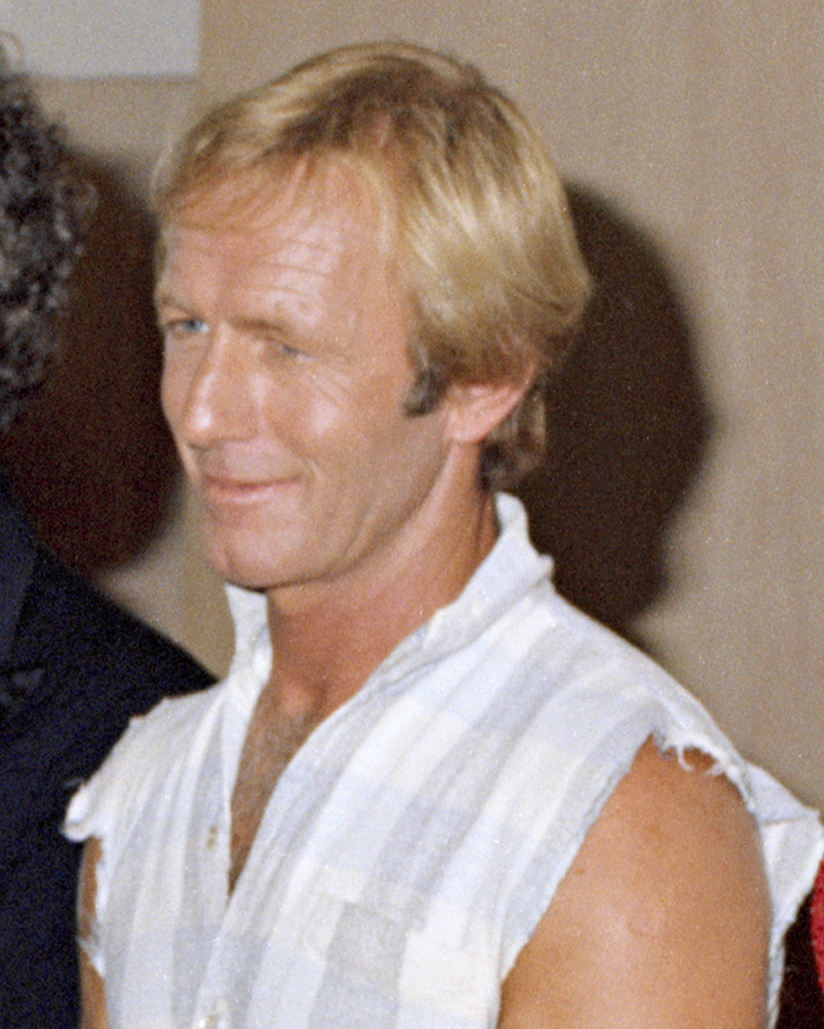
Paul Hogan
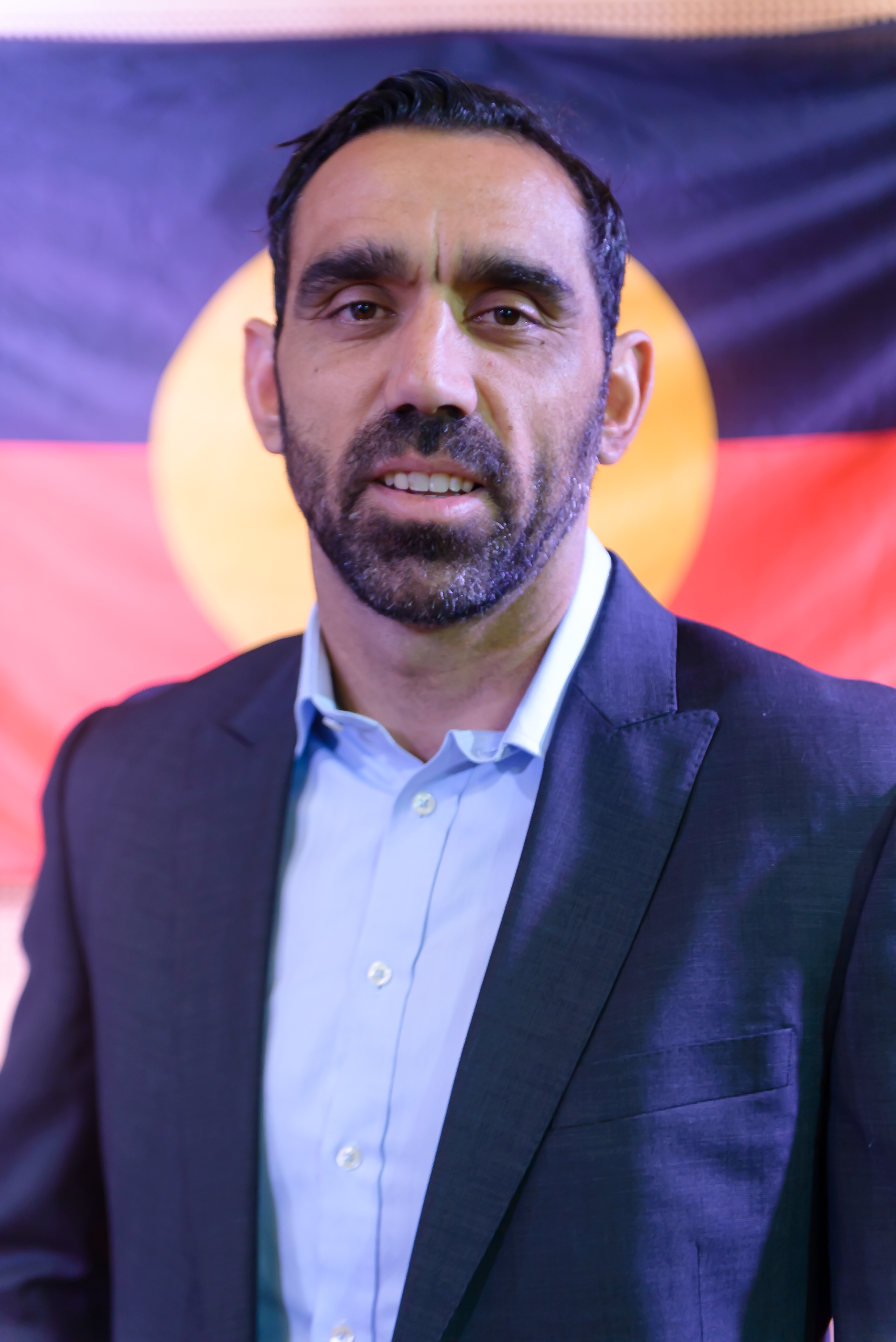
Adam Goodes
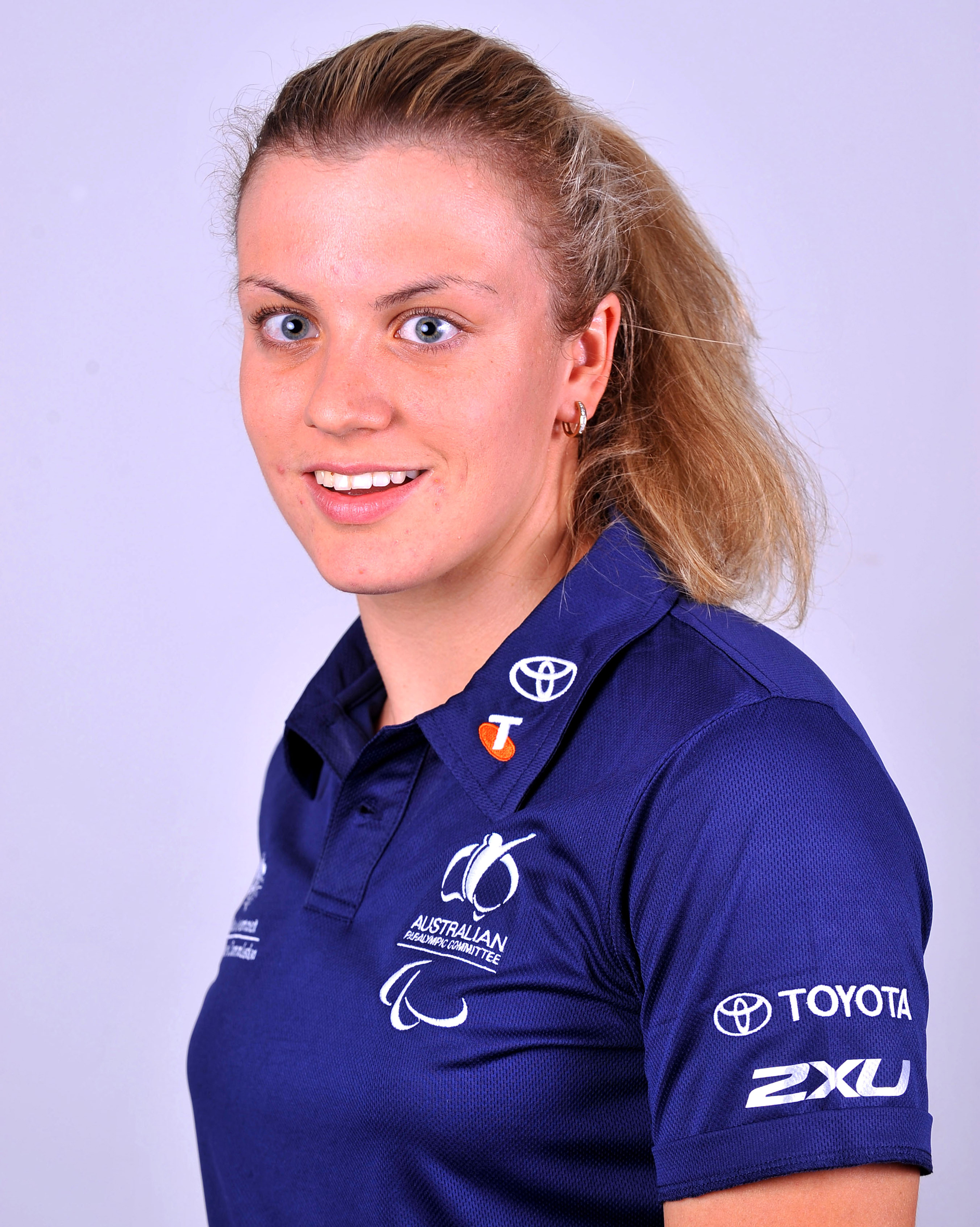
Jacqueline Freney
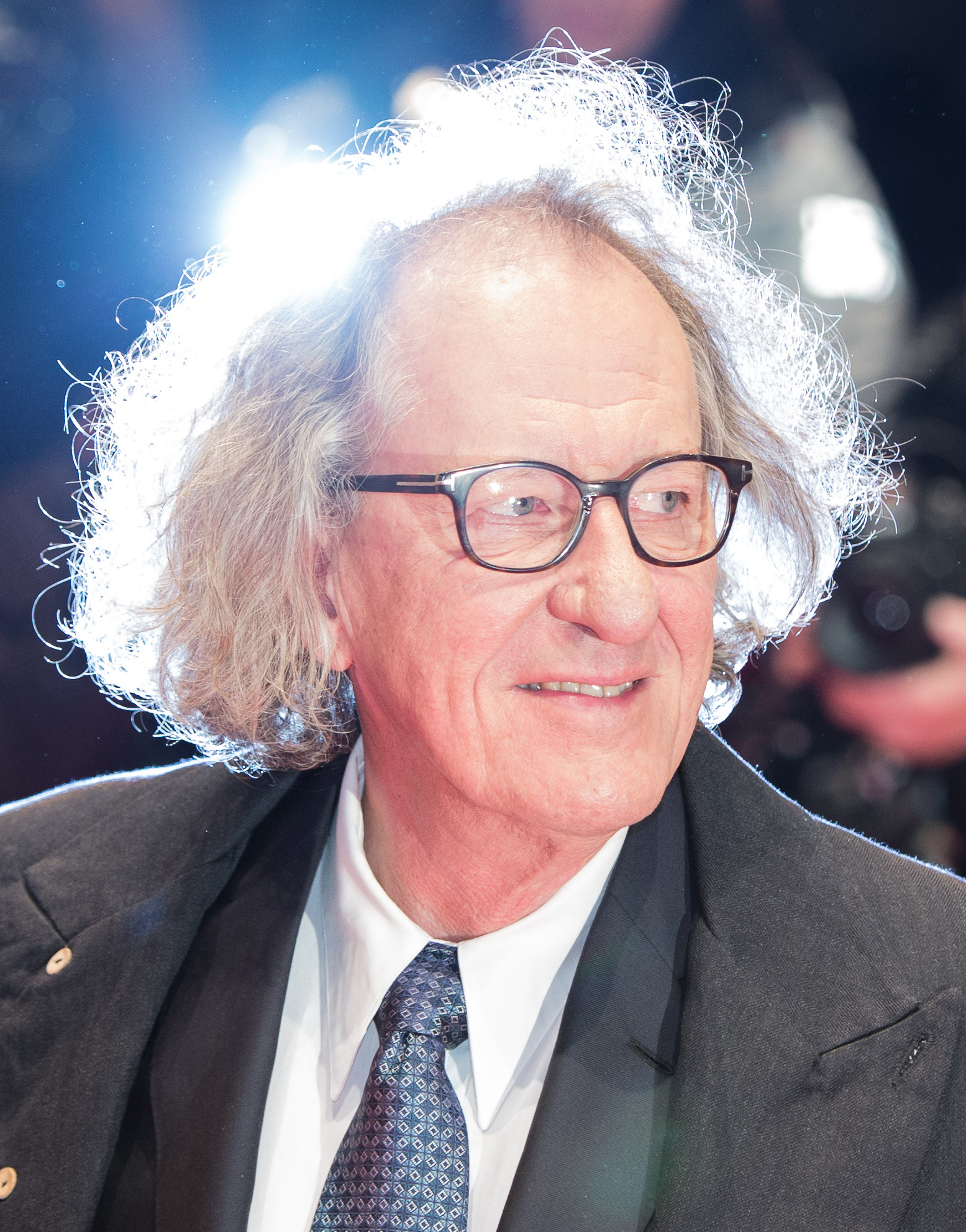
Geoffrey Rush
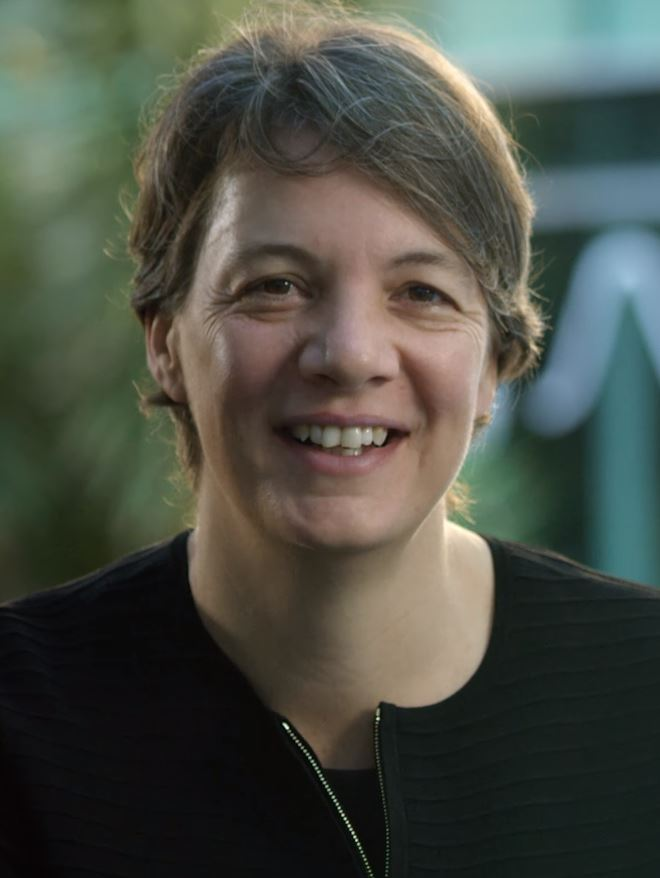
Michelle Simmons
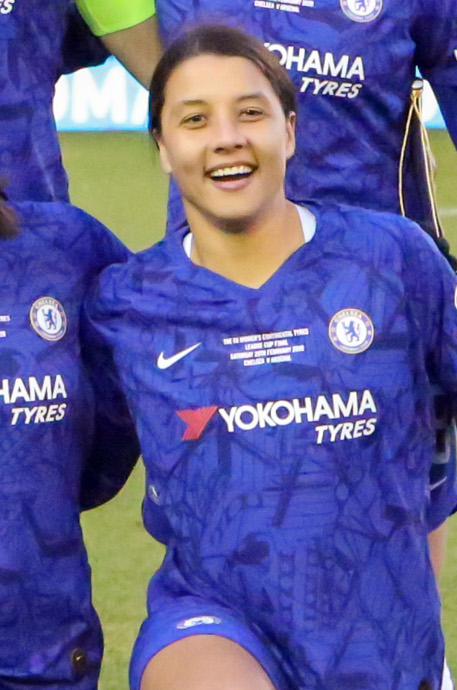
Jessica Watson
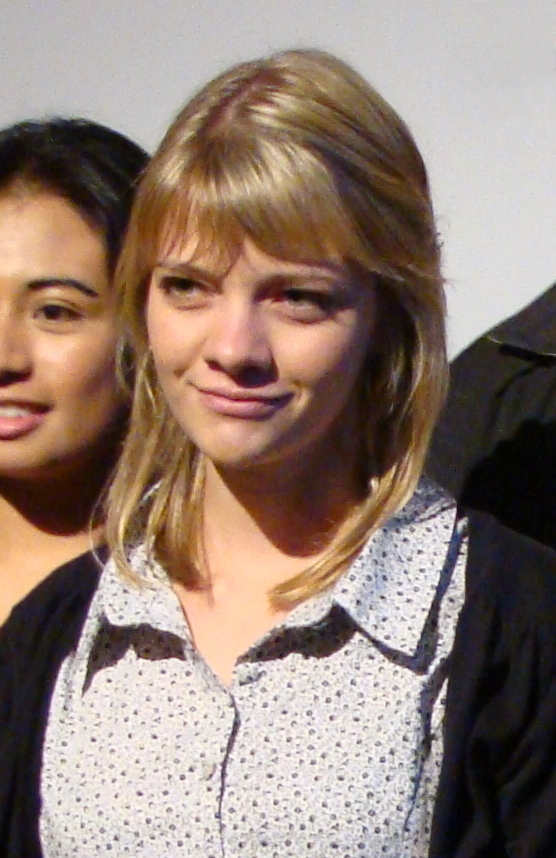
Jessica Watson
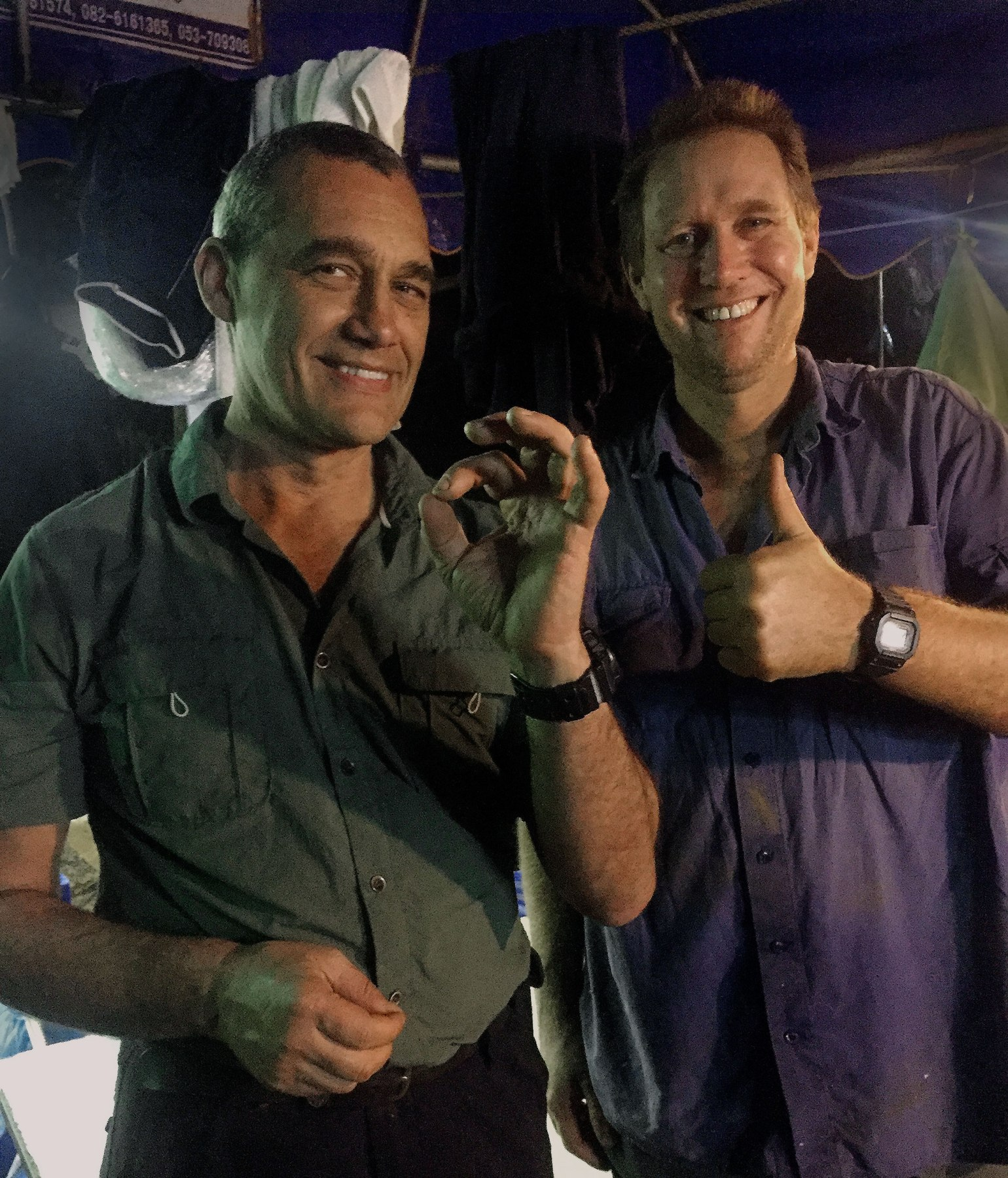
Craig Challen (en) Richard Harris (en)